# 新山乡 (会东县)
新山乡，是中华人民共和国四川省凉山彝族自治州会东县曾经下辖的一个乡。

## 行政区划
新山乡撤销前下辖以下地区：
老村子村、大山脑村、火头村、马窑村和大荞地村。